# Ferrière-et-Lafolie
Ferrière-et-Lafolie è un comune francese di 49 abitanti situato nel dipartimento dell'Alta Marna nella regione del Grand Est.

## Società

### Evoluzione demografica
Abitanti censiti